# Hugh Griffith
Hugh Emrys Griffith (Marian Glas, Anglesey, 30 de maio de 1912 — Londres, 14 de maio de 1980), foi um ator britânico nascido no País de Gales.

## Biografia
Trabalhou como bancário até 1938, quando foi para Londres estudar arte dramática. Estreou no teatro e, durante a segunda guerra mundial, se alistou na Força de Fuzileiros Gauleses e serviu no Extremo Oriente. Com o fim da guerra voltou para Londres e para o teatro clássico.
Foi para a Broadway em 1957, e se consagrou logo depois no cinema ao viver o Xeque Ilderim. Por esse papel levou o Oscar de melhor ator coadjuvante, que recebeu das mãos de Olivia de Havilland em 1959.
Também escrevia, e recebeu em 1965 o título de doutor honorário em literatura pela Universidade do País de Gales.